# Kamimuria sikkimensis
Kamimuria sikkimensis är en bäcksländeart som först beskrevs av Günther Enderlein 1909.  Kamimuria sikkimensis ingår i släktet Kamimuria och familjen jättebäcksländor. Inga underarter finns listade i Catalogue of Life.